# Onthophagus nitidior
Onthophagus nitidior là một loài bọ cánh cứng trong họ Bọ hung (Scarabaeidae).